# 振興区
振興区（しんこう-く）は中華人民共和国遼寧省丹東市に位置する市轄区。1945年11月初、安東市7区として鎮興区と中央区が設置される。1956年4月、鎮興区と中央区が合併し鎮興区となり、1965年2月、振興区と改名された。

## 行政区画
10街道弁事処、3鎮を管轄する。
- 街道弁事所：頭道橋街道、站前街道、臨江街道、六道溝街道、帽盔山街道、繊維街道、永昌街道、花園街道、江海街道、西城街道
- 鎮：浪頭鎮、安民鎮、湯池鎮

## 観光
- 中朝友誼橋、鴨緑江断橋。鴨緑江クルーズ。

## 交通

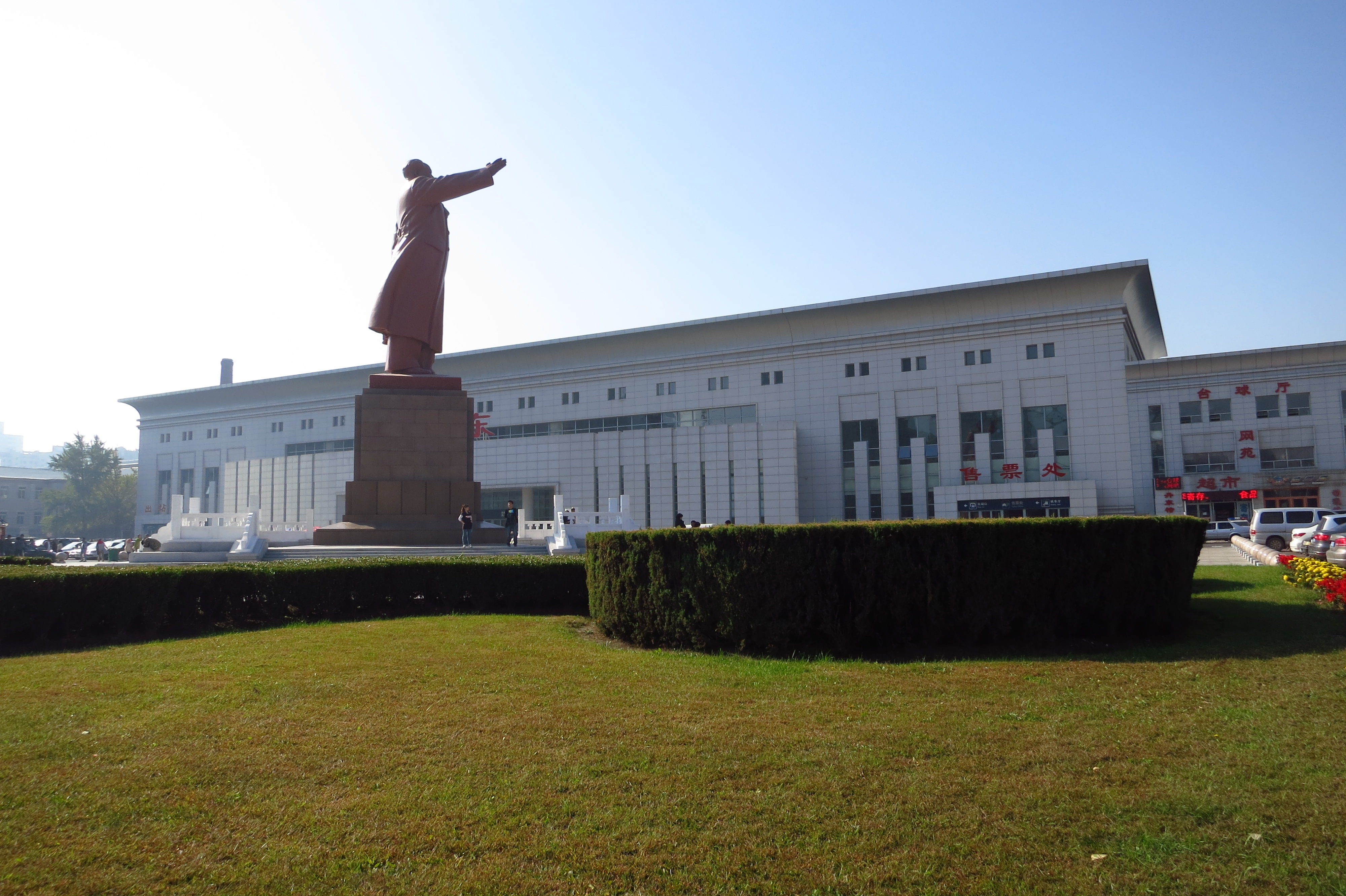
丹東駅

### 航空
- 丹東浪頭空港

### 鉄道
- 丹東駅

### 道路
- 高速道路
  - 鶴大高速道路
- 国道
  - G201国道